# Mario Aldo Montano
Mario Aldo Montano (* 1. Mai 1948 in Livorno) ist ein ehemaliger italienischer Fechter.

## Erfolge
Mario Aldo Montano nahm an drei Olympischen Spielen teil und gewann bei allen jeweils eine Medaille. 1972 wurde er in München mit der Mannschaft um Michele Maffei, seinen Cousin Mario Tullio Montano, Rolando Rigoli und Cesare Salvadori Olympiasieger. Im Einzel schied er im Viertelfinale aus. 1976 gewann er in Montreal mit der Mannschaft die Silbermedaille. Im Finale traf die italienische Equipe auf die Sowjetunion, deren Mannschaft das Gefecht mit 9:4 gewann. Die Einzelkonkurrenz schloss er auf Rang fünf ab. Eine weitere Silbermedaille gewann er 1980 in Moskau mit der Mannschaft, erneut hinter der Sowjetunion.
Er sicherte sich auch bei Weltmeisterschaften mehrere Medaillen mit der Mannschaft, feierte aber nur im Einzel Titelgewinne. 1973 wurde er in Göteborg Weltmeister und verteidigte den Titel im Jahr darauf in Grenoble.

## Leben
Er kommt aus einer großen Fechterfamilie, bis auf eine Ausnahme alles Säbelfechter. Sein Vater war Aldo Montano (Silbermedaille Olympia 1936 und 1948, Weltmeister 1938), sein Sohn ist Aldo Montano (Olympiasieger 2004, Weltmeister 2011). Seine Cousins sind Carlo Montano (Silbermedaille Olympia 1976 im Florett), Tommaso Montano (Silbermedaille Olympia 1976) und Mario Tullio Montano (Olympiasieger 1972 und Silbermedaille 1976).